# Schopfloch (Bajorország)
Schopfloch település Németországban, azon belül Bajorországban. Lakosainak száma 2983 fő (2023. december 31.).

## Népesség
A település népessége az elmúlt években az alábbi módon változott:
| Lakosok száma | 1834 | 2207 | 2323 | 2640 | 2826 | 2852 | 2960 | 2966 | 2944 | 2983 |
|               | 1875 | 1950 | 1975 | 1987 | 2012 | 2014 | 2016 | 2017 | 2021 | 2023 |